# Onthophagus granulipennis
Onthophagus granulipennis är en skalbaggsart som beskrevs av Lansberge 1886. Onthophagus granulipennis ingår i släktet Onthophagus och familjen bladhorningar. Inga underarter finns listade i Catalogue of Life.